# Myndus delta
Myndus delta är en insektsart som beskrevs av Kramer 1979. Myndus delta ingår i släktet Myndus och familjen kilstritar. Inga underarter finns listade i Catalogue of Life.